# Уэстбрук, Кой
Кой Уэйн Уэстбрук (англ. Coy Wayne Westbrook; 1 февраля 1958 — 9 марта 2016) — американский массовый убийца, который 13 ноября 1997 года убил 5 человек на территории одного из пригородов Хьюстона. Жертвами преступления стали его бывшая жена и её друзья. Незадолго перед преступлением Уэстбрук находился в состоянии тяжёлой депрессии в связи с разводом и в связи с произошедшим изнасилованием его 9-летней дочери от первого брака.

## Биография
Кой Уэйн Уэстбрук родился 1 февраля 1958 года в городе Хьюстон, штат Техас. Уже в школьные годы у Коя были выявлены признаки умственной отсталости. Из-за проблем с неуспеваемостью он был вынужден бросить школу после окончания 8-го класса, после чего начал трудовую карьеру. Из-за отсутствия образования он в последующие годы был вынужден заниматься низкоквалифицированным трудом с невысокой оплатой труда, но из-за неполного развития психики и нарушения интеллекта, Уэстбрук постоянно подвергался увольнению и сменил множество мест работы. Тем не менее, он был далек от криминального образа жизни и не сталкивался с системой уголовного правосудия. 
В середине 1980-х Кой женился на девушке по имени Бренда Уильямс, которая в 1988 году родила ему дочь. После развода, в начале 1990-х Уэстбрук сожительствовал с Глорией Кунс, на которой он женился в июле 1995 году. Однако уличив жену в супружеских изменах и занятии проституцией, Кой вступил с ней в конфликт, по причине чего они развелись в 1996 году. Через несколько месяцев возобновили отношения и стали снова сожительствовать. В августе 1997 года после очередного скандала, они снова расстались. В это же время он узнал о том, что его 9-летняя дочь подверглась сексуальному насилию, от чего впал в депрессию. 
13 ноября 1997 года Уэстбрука пригласили в дом его бывшей жены Глории. Явившись в дом, Кой Уэстбрук обнаружил что его жена устроила вечеринку, помимо нее в доме находились Антонио Круз (35 лет), Дайана Рут Мани (43 года), Энтони Рэй Роджерс (41 год) и Келли Хезлип (28 лет). В ходе распития спиртных напитков, между бывшими супругами произошла очередная ссора, после чего Глория удалилась в спальню где занялась групповым сексом с двумя мужчинами. Уэстбрук вышел на улицу к своему автомобилю, достал ружье 36-го калибра и вернулся обратно в дом, где будучи в состоянии аффекта в течение 40 секунд застрелил всех присутствующих в доме. Совершив убийства, Уэстбрук позвонил в полицию и через несколько минут был арестован на пороге дома прибывшими сотрудниками полиции.
Вещественные доказательства с места преступления и состояние тел жертв позволили установить, что один из убитых был застрелен при попытке сбежать из квартиры, а другой был застрелен находясь в положении сидя. Из чего присяжные заседатели сделали вывод, что действия Уэстбрука были преднамеренным актом насилия. Незадолго до оглашения вердикта Кой Уэстбрук с помощью серии телефонных разговоров договорился с другим арестантом об убийстве свидетелей, своей первой жены и её сожителя, которого Кой считал виновным в совершении изнасилования своей дочери. Заговор был раскрыт и, несмотря на аудиозаписи телефонных разговоров, обвинение в попытке организации убийства так и не были предъявлены Кою Уэстбруку, но этот факт во время суда был рассмотрен как отягчающее обстоятельство. На основании этих фактов Уэстбрук вердиктом жюри присяжных заседателей был признан виновным в инкриминируемых ему действиях, совершенных с отягчающими обстоятельствами, на основании чего суд 2 сентября 1998 года приговорил его к смертной казни.

## Казнь
Оказавшись в заключении, Уэстбрук подал несколько апелляций. В 2014 году последняя апелляция была отклонена, после чего его казнь была назначена на 9 марта 2016 год.
Кой Уэйн Уэстбрук был казнен рано утром 9 марта 2016 года посредством смертельной инъекции. Та как будучи в заключении Уэстбрук принял систему ценностей и постулатов христианства, став последователем этой религии, последние дни и часы перед казнью он провел занимаясь чтением Библии и прослушиванием радиопередач религиозного содержания. Перед казнью он пребывал в хорошем настроении и заявил о раскаянии в содеянном. В качестве последнего ужина он выбрал курицу, запеченную с картофелем, зеленые бобы и апельсиновый пирог.
Казнь человека, у которого было диагностирована задержка умственного развития вызвала общественные споры.